# Giovanni I Natoli de Sperlinga
Giovanni I, também referido como Gianforte Natoli (nascido: Giovanni Forti Natoli Lanza Moncada Orioles Alifia e Luna, em latina: Johannes-Fortis de Nantolio, em francesa: Jean o Jeanfort de Nanteuil), é o chefe da Casa de Natoli e, desde 1633, o príncipe soberano do principado do Sperlinga.

## Biografia
SAS Giovanni Forti Natoli era um nobre da Sicília, filho de Blasco Lanza Natoli e domingo Giambruno Perna. Ele era barão de San Bartolomeo e Belice. Em 20 de agosto de 1597, ele comprou o baronato de Sperlinga de Giovanni Ventimiglia, marquês de Gerace para 30.834 onças de ouro.
Foi concedida Natoli um Licentia populandi cum privilegium aedificandi ("Licença para povoar e construir") pelo Rei de Portugal e da Sicília, Filipe II de Espanha. Em 1627 ele foi feito príncipe da Sperlinga por Rei da Espanha, Nápoles, Sardenha e Sicília Filipe IV de Espanha.
Natoli foi casado duas vezes: primeiro a Maria Cottone Aragona, filha de Stefano, conde de Bauso; e, segundo, para Melchiora Orioles Moncada, filha de Orazio, Barão de San Pietro di Patti. Com este último teve um filho, Francesco Natoli.
Giovanni Natoli died on 15 July 1633.

## Títulos
Giovanni I ocupa seis posições:
- Sua Alteza Sereníssima, o Príncipe Soberano de Sperlinga (1628-1633).
- Barão da Sicília, de San Bartolomeo, de Bilici, de Albuquerque (Alaburchia) e Capuano.

Como Príncipe, encurtou o seu título, seu título oficial é Sua Alteza Sereníssima, o Príncipe Soberano de Sperlinga; isto não inclui os muitos outros estilos reclamados pela família Natoli.